# Sjökantlav
Sjökantlav (Ionaspis lacustris) är en lavart som först beskrevs av William Withering, och fick sitt nu gällande namn av Lutzoni. Sjökantlav ingår i släktet Ionaspis och familjen Hymeneliaceae.  Arten är reproducerande i Sverige. Inga underarter finns listade i Catalogue of Life.